# Gustavus (miejscowość)
Gustavus – miasto w Stanach Zjednoczonych, w stanie Alaska, w okręgu Hoonah–Angoon.